# Мечеть Хамза-бея
44°45′51″ пн. ш. 16°40′02″ сх. д. / 44.7643° пн. ш. 16.6672° сх. д.

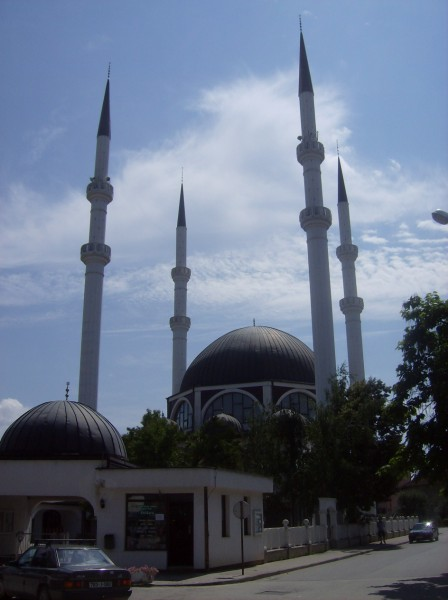
Мечеть Хамза-бея

Мечеть Хамза-бея - найбільша мечеть у Санському Мості та єдина мечеть з чотирма мінаретами у Боснії та Герцеговині.  

## Історія
Мечеть була побудована в 1557 році санджак-бегом Хамза-бегом Біхаровичем, який родом з околиць Санського Моста з Каменграда. Можливо, будівництво завершилось раніше, в 1555 році, бо в 1557 році помер її засновник. У мечеті був один дерев'яний мінарет, виконаний у вигляді кам’яних мінаретів. Мінарет всередині був дерев’яним. Невеликий купол був побудований посередині стелі. У 1705 р. Мечеть була відбудована. 
Востаннє мечеть реконструювали у 1984 році. 
27 червня 1992 року члени армії Республіки Сербської знесли мечеть і викинули матеріали разом із надгробками. Нова мечеть була заснована в липні 1997 року та відкрита 6 серпня 2000 року.  
Мечеть була внесена до попереднього списку національних пам'яток Боснії та Герцеговини рішенням Комісії з питань збереження національних пам'ятників 

## Імами
У 1891 р. Хафіз Мухаммед-бей згадується як релігійний вчитель. У 1899 році  релігійним вчителем був Саліх еф. Арнаутович.
| Імами мечеті Хамзібег                                | Імами мечеті Хамзібег |
| Я маю                                                | Вік                   |
| ---------------------------------------------------- | --------------------- |
| Хусейн еф. Вайзович                                  | 1869 рік              |
| Ахмед еф. Білайбегович                               | 1926–1938.            |
| Алі еф. Муратович                                    | 1938–1946.            |
| Аділ еф. Джаферагіч                                  | 1946–1974.            |
| проф. Мустафа еф. Сушич                              | 1974–1989.            |
| Дервіш еф. Дервішевич                                | 1989–1992.            |
| проф. Мухарем еф. Ботич                              | 1990–1992.            |
| проф. Хусейн еф. Ковачевич та </br> проф. Мірсад еф. | З 1995р.              |

1. ↑  Privremena lista Nacionalnih spomenika na web stranici Komisije za očuvanje nacionalnih spomenika. Архів оригіналу за 17. 4. 2015. Процитовано 26. 11. 2013.